# Йордэкеску, Влад
Влад Йордэкеску (рум. Vlad Iordăchescu, родился 9 сентября 1984 года) — румынский регбийный судья, работающий на клубных турнирах (в том числе в Румынской Суперлиге).

## Биография
Работает в фармацевтической компании, в молодости играл в бухарестском регбийном клубе «Магик». Жена — телеведущая Дана Панаит (телеканал Digi Sport), есть дочь. Карьеру арбитра начал в возрасте 22 лет. Отмечается прессой как один из наиболее квалифицированных рефери в Румынии (в числе 100 лучших судей). Судил на клубном матчи чемпионата Румынии, Про Д2 (второй дивизион Франции), Британско-ирландского кубка и Континентального Щита. На уровне сборных судил разные тест-матчи (Бельгия—Тунис, 2013 год), в том числе игры Тбилисского кубка, матчи Кубка европейских наций Второго дивизиона (2009 год), Кубка наций World Rugby и молодёжного чемпионата мира 2014 года в Новой Зеландии (игры Австралия — Италия, Франция — Фиджи, Фиджи — Италия).

### Скандалы
- В 2007 году в отношении Йордэкеску звучали обвинения в том, что он оплатил расходы на перелёт и проживание сборной Румынии во время чемпионата мира во Франции, якобы используя «отмытые средства»[2].
- В 2012 году Йордэкеску выступил против присутствия иностранных делегатов на матчах чемпионата Румынии, заявив, что это дурно повлияет на имидж румынских судей[2].
- 18 марта 2018 года Йордэкеску судил матч между Бельгией и Испанией на Кубке европейских наций 2018 года, который был отбором к чемпионату мира 2019 года. В ходе игры Йордэкеску принимал необоснованные решения в пользу Бельгии (коих оказалось 19)[6], что связывали с тем, что в случае поражения Испании на чемпионат мира выходила бы напрямую Румыния, а в случае победы испанцев — Испания. В итоге испанцы проиграли 10:19, а после финального свистка набросились на Йордэкеску с оскорблениями и обвинениями в том, что он умышленно «тащил» свою сборную на первое место в турнире. Последующий скандал привёл к дисквалификации всех трёх команд, а Йордэкеску на время расследования отстранили от обслуживания четвертьфинального матча Кубка европейских чемпионов между «Сексьон Палуаз» и «Стад Франсе»[7].